# 在スペイン朝鮮民主主義人民共和国大使館
在スペイン朝鮮民主主義人民共和国大使館（ざいスペインちょうせんみんしゅしゅぎじんみんきょうわこくたいしかん、朝鮮語: 에스빠냐왕국주재 조선민주주의인민공화국 대사관、スペイン語: Embajada de la República Popular Democrática de Corea en España、英語: Embassy of the Democratic People's Republic of Korea in Spain）は、かつてスペインの首都マドリードに置かれていた朝鮮民主主義人民共和国（北朝鮮）の大使館。

## 沿革
2001年2月7日、朝鮮民主主義人民共和国とスペインの間で国交が樹立される。2013年10月、マドリードに常駐する北朝鮮の大使館が開設された。
2014年1月15日、金革哲がスペイン国王フアン・カルロス1世に信任状を捧呈した。その後、金革哲が初代特命全権大使を務めていたが、2017年9月18日にアルフォンソ・ダスティス外務大臣が金大使をペルソナ・ノン・グラータに指定してスペインに駐在する外交官としての地位を剥奪し、同月末までに国外退去するよう勧告した。爾後、スペイン国王に信任状を捧呈した北朝鮮大使はおらず、大使は空席となっていた。
2023年11月1日、ソ・ユンソク（朝鮮語: 서윤석、英語: So Yun-sok）臨時代理大使が同月26日にマドリードの大使館を閉鎖して今後は在イタリア大使館にスペインを担当させる予定であることがスペイン人民共産党（PCPE。スペイン共産党〈PCE〉とは別組織）が公表した外交文書により判明した。朝鮮半島南部を実効支配する大韓民国の統一部の憶測によると、今次の在スペイン大使館閉鎖は北朝鮮経済の低迷に起因するとしている。

## 主要事件

### 在スペイン北朝鮮大使館襲撃事件（2019年）
2019年2月22日、マドリードの北朝鮮大使館に複数の暴漢が闖入して、大使館職員らを数時間拘束してコンピューターを盗んだ。ワシントン・ポストの報道によると、反北朝鮮組織「チョルリマ・シビル・ディフェンス（千里馬民防衛。後の自由朝鮮）」が襲撃事件に関与しているとの疑いが指摘されていた。同年3月26日、スペイン当局が事件の裁判記録を公開したことにより、被疑者が自由朝鮮（3月1日に千里馬民防衛より改称）に所属する者であったことが白日の下に晒され、先の報道が単なる風聞ではなく事実であることが立証された。同月28日、自由朝鮮は自らのウェブサイトで「北朝鮮内の革命同志とともに金正恩政権を根本から揺さぶる」と豪語して、憚ることなく国家転覆を主張した。同月31日、北朝鮮の外務省報道官が大使館襲撃事件を指して「重大なテロ行為だ。このような行為は国際的に絶対に許されない」と非難した。

## 所在地
| 日本語     | 〒28023 マドリード市ダリオ・アパリシオ通り43 |
| スペイン語 | Calle Darío Aparicio 43, 28023 Madrid        |